# Chris Van Hollen
Chris Van Hollen (Karachi, Pakistán, 10 de enero de 1959) es un político estadounidense afiliado al Partido Demócrata. Desde 2017 representada al estado de Maryland en el Senado de ese país. Hasta ese año y desde 2003, fue miembro de la Cámara de Representantes por el 8.º distrito congresional de Maryland.